# Ed Decker
John Edward Decker, detto Ed (1935), è uno scrittore, apologista e pastore statunitense, che dalla fede mormone si è convertito a quella cristiana evangelica.
Ha fondato Saints Alive in Jesus, casa editrice e organizzazione senza scopo di lucro cristiana che si rivolge principalmente a coloro che hanno abbandonato la fede dei mormoni.
Decker ha documentato i legami fra la massoneria e la Chiesa di Gesù Cristo dei santi degli ultimi giorni.

## Biografia
Decker è nato in una famiglia di nazionalità mista: la madre era ebrea e il padre olandese di fede cristiana calvinista. È cresciuto in un ambiente legato alla Chiesa episcopale. Mentre frequentava l'Università statale dello Utah sposò Phyllis, studentessa mormonista che all'età di 20 anni lo indusse a convertirsi alla di lei religione. Il 10 giugno 1956 i due si sposarono nella Chiesa presbiteriana e tredici anni dopo divorziarono.
Phyllis Decker sostenne di essere stata lei a chiedere il divorzio e che il marito sarebbe stato reo di adulterio e manipolazione mentale. Nella sua dichiarazione giurata, Phyllis Decker Danielson affermò:
Dal momento che Ed Decker non si era presentato in tribunale per la causa di divorzio, né aveva replicato alle accuse della ex moglie, il tribunale emise una sentenza in contumacia a favore di Phyllis.
Nel 1975 Decker si convertì nuovamente, passando dal mormonismo al cristianesimo evangelico.
In seguito, si risposò una seconda volta e la nuova relazione durò più di 50 anni. La coppia ha avuto 8 figli, 10 nipoti e 7 pronipoti.

## Scritti sul mormonismo
Decker è autore e co-autore di libri che affrontano le dinamiche interne e i risvolti negativi della religione dei mormoni. Dopo i due volumi The God Makers e The God Makers II, nel novembre 2007 ha pubblicato un libro intitolato My Kingdom Come: The Mormon Quest for Godhood ("Venga il mio regno: la ricerca mormone della divinità").
Altri libri di questo genere sono stati Fast Facts on False Teachings, Decker's Complete Handbook on Mormonism e Unmasking Mormonism.
Decker ha partecipato ai docufilm The God Makers, The Temple of the God Makers, The Mormon Dilemma e The God Makers II. Tra i suoi progetti minori figurano gli opuscoli And The Word Became Flesh, To Moroni, With Love! e Understanding Islam, che sono stati distribuiti dalla sua organizzazione no-profit.

## Accoglienza

### Critiche
L'opera di Decker ha suscitato critiche non solo da parte della Chiesa di Gesù Cristo dei Santi degli ultimi giorni (LDS), ma anche da parte di persone estranee a tale comunità. Jerald e Sandra Tanner, due importanti critici della Chiesa di Gesù Cristo dei santi degli ultimi giorni, e Robert Passantino hanno affermato che gli scritti di Decker travisano grossolanamente il mormonismo, offendendo i mormoni senza riuscire ad attrarli al cristianesimo evangelico. I Tanner hanno elencato presunte imprecisioni ed errori presenti in alcune opere di Decker.
Uno dei collaboratori di Decker si è offerto di esorcizzare i Tanner per allontanare i demoni che li avrebbero indotti alle critiche, esprimendo grande rammarico davanti al loro rifiuto.

## Opere

### Libri
- The God Makers: A Shocking Expose of What the Mormon Church Really Believes, avec Dave Hunt, Harvest House Publishers, 1997, ISBN 978-1-56507-717-1
- The God Makers II
- My Kingdom Come – The Mormon Quest for Godhood, 2007
- Fast Facts on False Teachings
- Decker's Complete Handbook on Mormonism
- Unmasking Mormonism
- The Mormon Dilemma
- What You Need to Know About Mormons
- What You Need To Know About Masons
- The Dark Side of Freemasonry, Huntington House Publishers, 1994.
- Hotel Hope Kindle
- Crescent Moon Rising: The Islamic Invasion of America

### Film
- The God Makers
- The Temple Of The God Makers
- The Mormon Dilemma
- The God Makers II

### Opuscoli
- And The Word Became Flesh
- To Moroni, With Love!
- The Question of Freemasonry